# Ulota pilifera
Ulota pilifera là một loài rêu trong họ Orthotrichaceae. Loài này được Nees mô tả khoa học đầu tiên năm 1843.